# Pegomya acisophalla
Pegomya acisophalla är en tvåvingeart som beskrevs av Xue 2003. Pegomya acisophalla ingår i släktet Pegomya och familjen blomsterflugor. Inga underarter finns listade i Catalogue of Life.